# Prix France Télévisions
Les prix Roman et Essai France Télévisions sont des prix littéraires. Le jury est constitué de téléspectateurs.

## Liste des lauréats du prix Roman

### Années 1990 - Roman
- 1995 : Florence Seyvos, Les Apparitions (L'Olivier)
- 1996 : Jean-Paul Dubois, Kennedy et moi (Seuil)
- 1997 : Louis Gardel, L'Aurore des bien-aimés (Seuil)
- 1998 : Paule Constant, Confidence pour confidence (Gallimard)
- 1999 : Michèle Desbordes, La Demande (Verdier)

### Années 2000 - Roman
- 2000 : Dominique Jamet, Un petit Parisien 1941-1945 (Flammarion)
- 2000 : Philippe Claudel, J'abandonne (Balland)
- 2001 : François Vallejo, Madame Angeloso (Viviane Hamy)
- 2002 : Jean-Pierre Milovanoff, La Mélancolie des innocents (Grasset)
- 2003 : Serge Joncour, U.V. (Le Dilettante)
- 2004 : Éric Fottorino, Korsakov (Gallimard)
- 2005 : Franck Pavloff, Le Pont de Ran-Mositar  (Albin Michel)
- 2006 : Nancy Huston, Lignes de faille (Actes Sud)
- 2007 : Olivier Adam, À l'abri de rien (L'Olivier)
- 2008 : Yasmina Khadra, Ce que le jour doit à la nuit (Julliard)
- 2009 : Véronique Ovaldé, Ce que je sais de Vera Candida (L'Olivier)

### Années 2010 - Roman
- 2010 : Jérôme Ferrari, Où j'ai laissé mon âme (Actes Sud)
- 2011 : Delphine de Vigan, Rien ne s'oppose à la nuit (Lattès)
- 2012 : Antoine Choplin, La Nuit tombée (La Fosse aux ours)
- 2013 : Pierre Lemaitre, Au revoir là-haut (Albin Michel)
- 2014 : Éric Reinhardt, L'Amour et les Forêts (Gallimard)
- 2016 : Olivier Bourdeaut, En attendant Bojangles (Éditions Finitude)
- 2017 : Nathacha Appanah, Tropique de la violence (Gallimard)
- 2018 : Michel Bernard, Le Bon Cœur (La Table ronde)
- 2019 : Ali Zamir, Dérangé que je suis (Le Tripode)

### Années 2020 - Roman
- 2020 : Amanda Sthers, Lettre d'amour sans le dire (Grasset)
- 2021 : non décerné
- 2022 : Jeanne Benameur, La Patience des traces (Actes Sud)
- 2023 : Maria Larrea, Les gens de Bilbao naissent où ils veulent (Grasset)
- 2024 : Sophie Divry, Fantastique histoire d'amour (Seuil)
- 2025 : Philippe Manevy, La colline qui travaille (Le Bruit du monde)

## Liste des lauréats du prix Essai

### Années 1990 - Essai
- 1995 : Mona Ozouf, Les Mots des femmes (Fayard)
- 1996 : Olivier Todd,  Albert Camus, une vie (Gallimard)
- 1997 : Antoine de Baecque, Serge Toubiana, François Truffaut (Gallimard)
- 1998 : Xavier Darcos, Mérimée (Flammarion)
- 1999 : Michel Baridon, Les Jardins : Paysagistes, jardiniers, poètes (Robert Laffont)

### Années 2000 - Essai
- 2000 : Dominique Jamet, Un petit parisien, 1941-1945 (Flammarion)
- 2001 : Roger-Pol Droit, 101 expériences de philosophie quotidienne (Odile Jacob)
- 2002 : Patrick Declerck, Les Naufragés. Avec les clochards de Paris (Plon)
- 2003 : Jérôme Garcin, Théâtre intime (Gallimard)
- 2004 : Stephen Smith, Négrologie : pourquoi l'Afrique meurt (Calmann-Lévy)
- 2005 : Jean-Pierre Vernant, La Traversée des frontières (Seuil)
- 2006 : Hubert Prolongeau, Victoire sur l'excision : Pierre Foldes, le chirurgien qui redonne l'espoir aux femmes mutilées (Albin Michel)
- 2007 : Alain Bentolila, Le Verbe contre la barbarie : Apprendre à nos enfants à vivre ensemble (Odile Jacob)
- 2008 : Wassyla Tamzali, Une éducation algérienne : de la révolution à la décennie noire (Gallimard)[2]
- 2009 : Dominique Fernandez, Ramon (Grasset)

### Années 2010 - Essai
- 2010 : Guillaume de Fonclare, Dans ma peau (Stock)
- 2011 : Michel Pastoureau, Les Couleurs de nos souvenirs (Seuil)
- 2012 : Rithy Panh, L’élimination (Grasset)
- 2013 : Nicolas Werth, La Route de la Kolyma  (Belin)
- 2014 : Gilles Lapouge, L’Âne et l’Abeille  (Albin Michel)
- 2015 : Emmanuel de Waresquiel, Fouché, les silences de la pieuvre (Fayard)
- 2016 : Mathias Malzieu, Journal d'un vampire en pyjama (Albin Michel)
- 2017 : Patrizia Paterlini-Bréchot, Tuer le cancer (Stock)
- 2018 : Ivan Jablonka, En camping-car (Seuil)
- 2019 : Valérie Zenatti, Dans le faisceau des vivants (L'Olivier)

### Années 2020 - Essai
- 2020 : François Durpaire, Histoire mondiale du bonheur (Le Cherche midi)
- 2021 : non décerné
- 2022 : Marianne Chaillan, Où donc est le bonheur  (Équateurs)
- 2023 : Minh Tran Huy, Un enfant sans histoire  (Actes Sud)
- 2024 : Beata Umubyeyi Mairesse, Le convoi  (Flammarion)
- 2025 : Adèle Yon, Mon vrai nom est Élisabeth (Éditions du Sous-Sol)